# Rhytidoponera strigosa
Rhytidoponera strigosa é uma espécie de formiga do gênero Rhytidoponera.